# Mirjam Novak
Mirjam Elisabeth Novak (Nürnberg, Njemačka, 16. siječnja 1981)  je u njemačka kazališna, filmska i televizijska glumica hrvatskih korijena.
Otac joj je Hrvat iz Kaštel-Lukšića, a mati Njemica iz Vukovara. Otac je 1970-ih odselio u Njemačku. Mirjam Novak postala je poznata kao finalistica emisije Najbolji posao na svijetu, koji je bio čuvanje plaža na australskom otoku Hamiltonu. U Berlinu je završila studij povijesti i engleskog na sveučilištu Humbolt u Berlinu, a u Los Angelesu završila je studij glume. Glumila je u SAD i Njemačkoj u kazalištu i na filmu. Glumom se bavi od 2000. godine.
2014. je godine kandidirana za Večernjakovu domovnicu.

## Vanjske poveznice
- Službene stranice  Arhivirana inačica izvorne stranice od 22. svibnja 2015. (Wayback Machine)
- Mirjam Novak na IMDb-u